# Carl von Arenstorff
Carl von Arenstorff (marts 1625 – 10. december 1676 i København) var en tysk officer i svensk og dansk tjeneste. Hans broder var Friedrich von Arenstorff.
Carl von Arenstorff blev født i Mecklenburg og deltog som svensk officer i Trediveårskrigen og senere også i krigen mod Polen. I svensk tjeneste opnåede han at blive generalmajor, men 1673 gik han i dansk tjeneste, hvor han blev generalløjtnant i kavalleriet og senere medlem af geheimerådet. Han førte sammen med kong Christian 5. de danske styrker i Slaget ved Lund 1676; her blev han dødeligt såret. Hans sarkofag står i Slesvig Domkirke i Sydslesvig.